# Schweizer Jugendchor
Der Schweizer Jugendchor (fr. Choeur Suisse des Jeunes, it. Coro Giovanile Svizzero, rht. Chor Svizzer dal Giuvanils) besteht seit 1994 aus begabten und motivierten jungen Menschen aus der Schweiz. Er setzt sich dabei über Sprach- und Kulturgrenzen hinweg und arbeitet auf hohem semiprofessionellem Niveau.

## Geschichte
Der Schweizer Jugendchor wurde 1994 gegründet. Er steht seither unter dem Patronat der Schweizer Chorvereinigung (SCV) und der Schweizerischen Föderation Europa Cantat (SFEC). Der Chor tritt primär in der Schweiz als nationaler Jugendchor in Erscheinung, nimmt aber regelmässig auch an Festivals im Ausland teil oder unternimmt eigene Konzertreisen. Im Jahr 2013 nahm der Schweizer Jugendchor erfolgreich am 13. Internationalen Kammerchor-Wettbewerb in Marktoberdorf (DE) teil und gewann den 2. Preis sowie den Publikumspreis.
2019 wurde neben dem seit der Gründung bestehenden a-cappella-Konzertchor ein Sinfonischer Chor unter dem Dachverband des Schweizer Jugendchors ins Leben gerufen, der sich der Aufführung orchestraler Werke widmet.

## Der Konzertchor
Der Konzertchor des Schweizer Jugendchors besteht aus einer fixen Zusammensetzung von etwa 45–50 Sängerinnen und Sängern aus allen Regionen der Schweiz. Die Singenden sind zwischen 16 und 26 Jahre alt und in der Regel keine Musikstudierende. Der Konzertchor probt an verschiedenen Orten in der Schweiz und veranstaltet selbst Konzerte, wird aber auch von verschiedenen Festivals und Konzertreihen eingeladen.

## Der Sinfonische Chor
Der sinfonische Chor des Schweizer Jugendchors realisiert klassische Chorwerke mit verschiedenen Orchestern. Er besteht aus einem Pool von etwa 100 Singenden, die sich je nach Projekt neu zusammensetzen. Der Sinfonische Chor steht motivierten Sängerinnen und Sängern von 16–30 Jahren offen. Er setzt als Choir in Residence an den Bachwochen Thun einen Schwerpunkt auf das Musikschaffen Bachs.

## Repertoire
Der Konzertchor des Schweizer Jugendchors pflegt a-cappella-Repertoire aus mehreren Jahrhunderten. Ein grosser Schwerpunkt ist das Repertoire Schweizer Musikschaffender. Neben klassischer Chormusik sind auch Volkslieder in allen vier Landessprachen ein wichtiger Teil des Repertoires. Neben Schweizer Chorliteratur sind auch Chorwerke aus dem nahen Ausland sowie ausgesuchte Populärliteratur dabei.
Der Sinfonische Chor konzentriert sich auf sinfonische Chorpartien und arbeitete seit seiner Gründung im Jahr 2019 mit diversen Orchestern zusammen.

## Leitung
Der Schweizer Jugendchor steht seit 2018 unter der künstlerischen Leitung von Nicolas Fink. Er wird dabei von zwei Assistentinnen oder Assistenten aus den Reihen des Chors unterstützt, die selbst Chorleitung studieren.
Der Verein Schweizer Jugendchor hat seinen Sitz und seine Geschäftsstelle in Aarau und einen ehrenamtlichen Vorstand.

## Aufzeichnungen
- 2019: S’isch äben e Mönsch uf Ärde. Volkslieder aus verschiedenen Regionen der Schweiz, Zytglogge Verlag.
- 2021: Da Nadal notg. Weihnachtslieder von der Renaissance bis zur Moderne. Zytglogge Verlag.
- 2023: CD zum Chorbuch Schweiz des Carus-Verlages. Zytglogge Verlag.